# Gewone rookwants
De gewone rookwants (Rhyparochromus vulgaris) is een wants uit de onderfamilie Rhyparochrominae en uit de familie bodemwantsen (Lygaeidae).
De onderfamilie Rhyparochrominae wordt ook weleens als een zelfstandige familie Rhyparochromidae gezien in een superfamilie Lygaeoidea. Lygaeidae is conform de indeling van bijvoorbeeld het Nederlands Soortenregister.

## Uiterlijk
De gewone rookwants is 6,9 tot 8,1 mm lang. Ze hebben een langwerpig lichaam met lange poten. De kop, het schildje (scutellum) en de antennes zijn zwart. De voorkant van het halsschild (pronotum) is zwart terwijl het achterste deel bruingrijs is met witte zijkanten. De voorvleugels zijn licht bruingrijs met een donkere vlek en een donker vleugelmembraan (doorzichtig deel van de voorvleugels). Hij lijkt veel op de dennenrookwants (Rhyparochromus pini), maar is in het algemeen lichter gekleurd en heeft aan de zijkant van het halsschild (pronotum) een witte driehoekige vlek, die bij de dennenrookwants ontbreekt. Ook zijn de schenen van voorste en middelste poten van het mannetje licht gekleurd.

## Verspreiding en habitat
De soort komt voor in Europa, met uitzondering van het Hoge Noorden. Naar het oosten reikt het verspreidingsgebied tot in Klein-Azië, het gebied rond de Kaspische Zee, Oost-Azië (Mongolië en Korea) en naar het zuiden tot in Noord-Afrika (Algerije en Marokko). Hij is geïntroduceerd in de Verenigde Staten. Hij is te vinden op open halfschaduwrijke plekken zoals aan de rand van loofbossen, maar ook in bouwland.

## Leefwijze
De snel lopende wantsen leven polyfaag van zaden van vele plantensoorten, zoals aardbei (Fragariain), brandnetel (Urtica), alsem (Artemisia annua), iep (Ulmus), populier (Populus). De imago’s overwinteren vaak in grote groepen onder losse schors, of in dood hout. Maar ze worden ’s winters ook in huizen gevonden, waar ze dan actief kunnen blijven.